# سیارک ۶۱۰۱
سیارک ۶۱۰۱ (به انگلیسی: 6101 Tomoki، نامگذاری:1993EG) شش‌هزار و صد یکمین سیارک کشف شده‌است که در ۱ مارس ۱۹۹۳ کشف شد.